# 伊特斯维莱尔
伊特斯维莱尔（法語：Itterswiller，法語發音：[itəʁsvilɛʁ]）是法国下莱茵省的一个市镇，属于塞莱斯塔-埃尔什泰因区。

## 地理
伊特斯维莱尔（48°21'51"N, 7°25'51"E）面积1.18 平方千米，位于法国大東部大區下莱茵省，该省份为法国大陆部分最东部的省份，是阿尔萨斯的一部分，今与上莱茵省组成了阿尔萨斯欧洲集体，其南至上莱茵省，西南接孚日省和默尔特-摩泽尔省，西接摩泽尔省，北与德国接壤，东侧沿莱茵河与德国相望。
与伊特斯维莱尔接壤的市镇（或旧市镇、城区）包括：贝尔纳维莱、艾绍芬、埃普菲格、诺塔尔滕。
伊特斯维莱尔的时区为UTC+01:00、UTC+02:00（夏令时）。

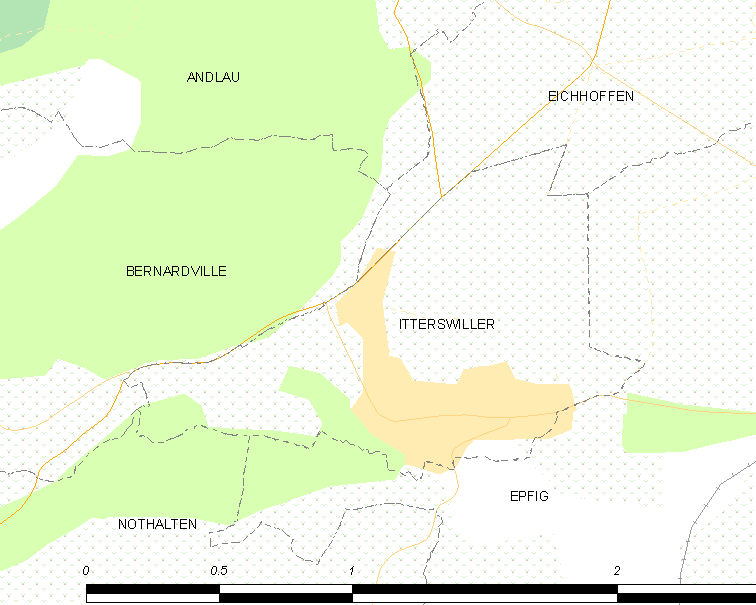
伊特斯维莱尔的OSM定位图

## 行政
伊特斯维莱尔的邮政编码为67140，INSEE市镇编码为67227。

## 政治
伊特斯维莱尔所属的省级选区为奥贝奈县。

## 人口

1962-2008年间伊特斯维莱尔人口变化图示

伊特斯维莱尔于2022年1月1日时的人口数量为218人。